# 麦迪逊·埃利奥特
麦迪逊·埃利奥特（英語：Maddison Elliott，1998年11月3日—），澳大利亚女子游泳运动员。她曾代表澳大利亚参加2012年和2016年夏季残疾人奥林匹克运动会游泳比赛，获得四枚金牌、三枚银牌和二枚铜牌。